# 利茲巴克縣

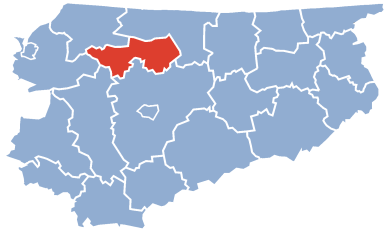

54°7′N 20°35′E / 54.117°N 20.583°E
利茲巴克縣（波蘭語：Powiat lidzbarski），是波蘭的縣份，位於該國東北部，由瓦爾米亞-馬祖里省負責管轄，首府設於瓦爾米亞地區利茲巴克，面積924平方公里，2006年人口43,006，人口密度每平方公里47人。